# 슬라뱐스크나쿠바니

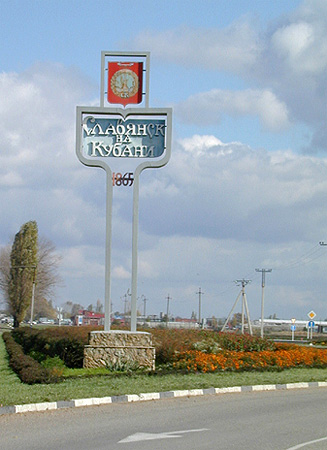

슬라뱐스크나쿠바니(러시아어: Славянск-на-Кубани)는 러시아 크라스노다르 지방 슬라뱐스키군의 중심지이다. 인구는 6만 4,100명(2003)이다.
쿠반강에 접해 있고 크라스노다르에서 80 km 떨어져 있다.
현재 시장은 블라디미르 곤차로프(Владимир Ильич Гончаров)이다.

## 인구
| 연도 | 1959년 | 1970년 | 1979년 | 1989년 | 2000년 | 2003년 |
| 인구 | 39,0   | 51,9   | 54,0   | 57,7   | 63,1   | 64,1   |